# Rosen in einer Glasvase
Rosen in einer Glasvase (französisch Roses dans un vase de verre) ist der Titel eines Gemäldes des französischen Malers Édouard Manet. Das Stillleben zeigt Blumen in einer Glasvase vor dunklem Hintergrund. Neben Rosen gehören einzelne Nelken zum Arrangement. Das 1883 entstandene Werk ist in Öl auf Leinwand gemalt und hat die Abmessungen 56 cm × 35 cm. Es gehört zu einer Reihe von Blumenstillleben, die der Künstler in seinen von Krankheit geprägten letzten Lebensmonaten schuf. Das Gemälde befindet sich in einer Privatsammlung.

## Bildbeschreibung
Im Gemälde ist eine Glasvase zu sehen, in der mehrere Rosenzweige und eine Nelke gesteckt sind. Aus anderen Bildern Manets ist diese Vase ebenfalls bekannt und dort deutlicher zu erkennen. Die Vase hat einen hexagonalen Grundriss und weist eine Goldverzierung mit einem asiatischen Drachen auf. Dieses Schmuckmotiv ist im Gemälde Rosen in einer Glasvase jedoch nur angedeutet und das Dekor nicht zu entschlüsseln. Durch das Glas der Vase sind die verschiedenen Stängel der Blumen zu erkennen, deren Blüten und Blätter über den Vasenrand herausragen. Die Blüten der Rosen sind unterschiedlich weit geöffnet; am oberen Bildrand gibt es zwei nahezu geschlossene Knospen. Die geöffneten Blüten zeigen sich in verschiedenen Rosatönen, die Manet in kurzen geschwungenen Pinselstrichen aufgetragen hat. Diese lebhafte, dem Impressionismus verwandte Malweise zeigt sich ebenso bei einer einzelnen Nelkenblüte, die, nur durch gelbe Farbtupfen angedeutet, vorn über den Vasenrand ragt. Vor der Vase liegt auf dem hellen Untergrund eine weitere Nelke, die vom linken Rand ins Bild hinein ragt. Ihre Blüte ist in abgestuften Rottönen gemalt, wobei der Farbauftrag wiederum aus kurzen Pinselstrichen und -tupfen gesetzt wurde. Die Vase steht auf einem hellen Untergrund, bei dem es sich um eine Marmorplatte handeln könnte. Eine solche, für Theken in Bars oder Kaffeehäusern bestimmte Marmorplatte befand sich nachweislich als Requisit in Manets Atelier. Der Hintergrund erscheint als monochrome Fläche in dunklem Braun. Der Übergang vom Hintergrund zur hellen Stellfläche ist nicht als klare Schnittkante gekennzeichnet, sondern erscheint undeutlich verschwommen.

## Die letzten Gemälde Manets
Édouard Manet litt seit Ende der 1870er Jahre an den Folgen einer Syphilis-Erkrankung, die bei ihm erhebliche Schmerzen beim Gehen und Stehen verursachte. Vor allem in den Jahren 1881–1883 schuf er eine Reihe von Blumenstillleben im eher kleinen Format, die auch im Sitzen ausgeführt werden konnten und meist in einer Arbeitssitzung entstanden. Die Motive hierzu kamen oftmals als Geschenk von Freunden ins Haus, die dem Erkrankten mit Blumen eine Freude machen wollten. Auch Manet zeigte sich großzügig und verschenkte die fertiggestellten Gemälde meist an Frauen und Männer aus seinem Freundeskreis.
Für die Blumenstillleben der letzten Lebensjahre nutzte Manet acht unterschiedliche Vasen. Die im Gemälde Rosen in einer Glasvase verwandte Vase mit achteckigem Grundriss taucht in drei Bildern Manets auf. Diese Vase hatte Manet in einem Geschäft in der Passage des Princes gekauft, wie aus den Aufzeichnungen von Manets Patenkind Léon Leenhoff hervorgeht. Im Bild Rosen und Tulpen in einer Vase von Anfang 1883 ist die Vase erstmals zu sehen und darauf das goldene Drachenmuster deutlich zu erkennen. Ein weiteres Mal wählte Manet das Gefäß für das Gemälde Vase mit weißen Flieder und Rosen, das nach den Informationen von Manets Biograf Edmond Bazire am 28. Februar 1883 entstand. Der Drache ist in diesem Bild wie im Gemälde Rosen in einer Glasvase nur als Muster angedeutet. In allen drei Stillleben mit dieser Vase ist die Stellfläche vermutlich eine Marmorplatte und der Hintergrund eine dunkelbraune Fläche. Laut Bazire entstand Rosen in einer Glasvase am 1. März 1883. Danach hat der erkrankte Manet sein Atelier bis zu seinem Tod am 30. April nicht mehr betreten.
Der Kunsthistoriker Stéphane Guégan merkte zu Manets letzten Bildern an, die Gemälde seien „kaum mehr als Skizzen“ und die Malerei sei „noch im Entstehen begriffen“ Er führte weiter aus: „Innerhalb eines Genres, das anpassungsfähig genug ist, um eine gewisse bildliche Unbestimmtheit bzw. eine gewisse visuelle Undeutlichkeit zuzulassen, erlaubte sich Manet bis zum Schluss sämtliche Freiheiten.“ Obwohl Stillleben im Allgemeinen mit dem Thema Vergänglichkeit assoziiert werden, sieht Guégan in den letzten Bildern Manets seine „ungeminderte Lebensbejahung und Lebenskraft“. Der Malstil sei in diesen Bildern „ohne auch nur die geringsten Anzeichen von Rührseligkeit oder Selbstmitleid.“

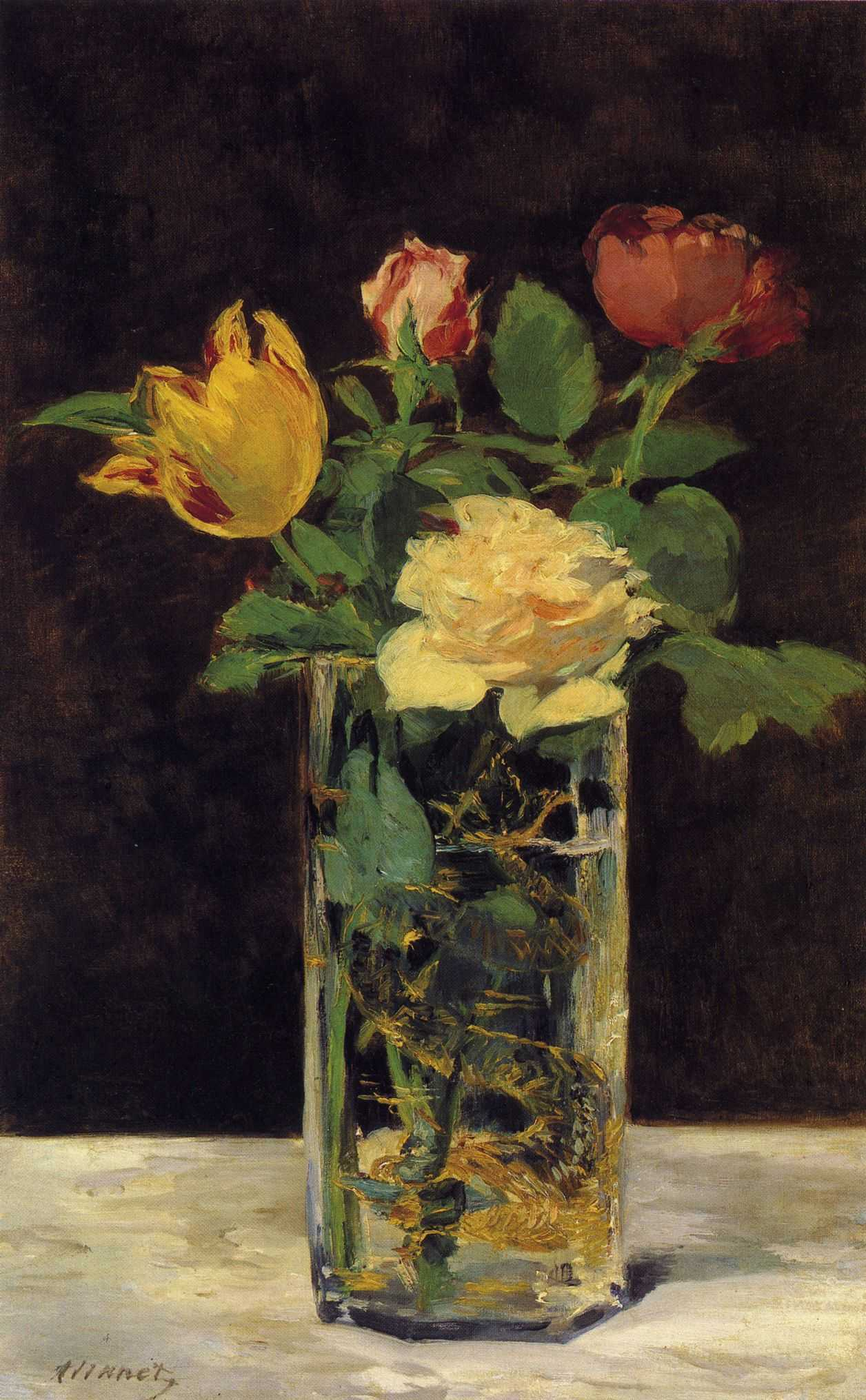
Édouard Manet: Rosen und Tulpen in einer Vase (Privatsammlung)
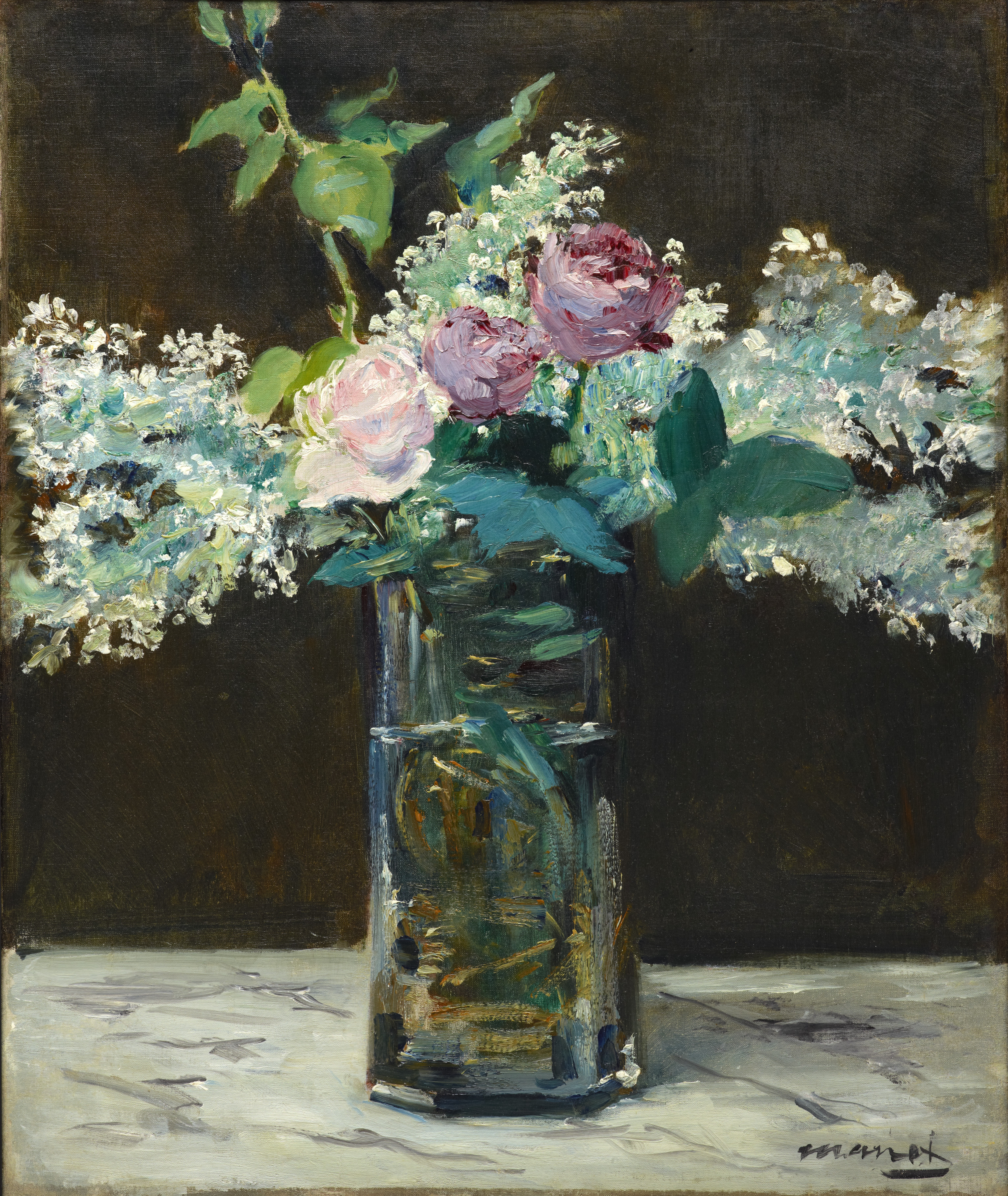
Édouard Manet: Vase mit weißen Flieder und Rosen (Dallas Museum of Art)

## Provenienz
Das Gemälde war eine Auftragsarbeit für den mit Manet befreundeten Ignace Ephrussi (1848–1908), einen Bruder des Kunstsammlers Charles Ephrussi. Ab 1902 befand sich das Gemälde für mehrere Jahrzehnte in der Sammlung der wohlhabenden New Yorker Familie Havemeyer. Von 1902 bis 1907 gehörte das Bild Henry Havemeyer und seiner Frau Louisine W. Havemeyer. Nach dem Tod von Henry Havemeyer verblieb die gesamte Kunstsammlung des Paares zunächst bei Louisine W. Havemeyer. Sie vermachte in ihrem Testament mehr als 2000 Kunstwerke dem Metropolitan Museum of Art, darunter mehrere Gemälde von Édouard Manet. Das Stillleben Rosen in einer Glasvase ging hingegen durch Erbschaft an ihren Sohn Horace Havemeyer. Nach dessen Tod 1956 erbte seine Frau Doris Dick Havemeyer das Gemälde und behielt es bis zu ihrem Tod 1982. Ihre Kinder ließen das Gemälde 1983 in der New Yorker Filiale des Auktionshauses Sotheby’s versteigern. Bei dieser Gelegenheit erwarb der Unternehmer Wendell Cherry das Gemälde. Nach seinem Tod 1991 gelangte das Bild in eine namentlich nicht bekannte Privatsammlung in Japan.